# ZŠK Viktorija
Zagrebački športski klub Viktorija (ZŠK Viktorija), osnovan je u Zagrebu školske godine 1907./08. pod imenom Športski klub Viktorija (prema nekim izvorima 1907., a drugima 1908.). Osnovali su ga učenici Donjogradske gimnazije, a kasnije su pristupili i učenici Realne gimnazije, Trgovačke akademije, te Gornjogradske gimnazije. U početku su za klub igrali dječaci, učenici drugog razreda, koji su kratke hlače nosili i izvan terena. Klub je često gostovao u provinciji. Svoje domaće utakmice je u prvim godinama igrao na „Elipsi“, a od 1922. godine na Igralištu uz Miramarsku cestu. Klub je raspušten 6. lipnja 1945. odlukom Ministra narodnog zdravlja Federalne države Hrvatske.
Klupska adresa 1925. bila je Sveti Duh 55, na Črnomercu, a 1932. u Trenkovoj ulici 14, zapadno od Trga kralja Tomislava. Klupske boje 1932. bila je plava.

## Povijest kluba
Klub je osnovan pod imenom Športski klub Viktorija. Od 1918. godine do ljeta 1919. godine zbog nedostatka igrača nastupa s HŠK Concordiom pod nazivom „Concordia–Viktorija“. 1923. godine igrači HŠK Penkale prelaze u „Viktoriju“ i od tada se klub zove Zagrebački športski klub Viktorija. 15. svibnja 1941. godine spaja se sa ŠK Zagrebom u „Krešimir“, ali ubrzo mijenja ime u Hrvatski športski klub Viktorija. U Prvenstvu Zagrebačkog nogometnog dosaveza 1945. godine nastupio je pod imenom “Napredak“.

## Natjecanje i uspjesi
Klub se natjecao u Prvenstvu Hrvatske i Slavonije 1913./14. Od 1919. godine natječe se u I. razredu Zagrebačkog nogometnog podsaveza. Najveće uspjehe postiže 1931. godine kada postaje prvak I.A razreda, te 1931./32. kada ispada u četvrtzavršnici državnog prvenstva. Četvrti je zagrebački klub (uz HAŠK, Concordiu i Građanski) koji je izborio završno natjecanje Prvenstva Jugoslavije.
- Radišin pokal: osvajač pokala 1920. (Viktorija – HAŠK 5:3)
- Balokovićev pokal: finalist 1928.
- I. A razred Prvenstva Zagreba: prvak 1932./33.

## Poznati igrači
- Danijel Premerl (1932. – 1934.)
- Emil Urch (1934. – 1935.)

## Učinak po sezonama
| Sezona    | Razred | Liga                          | Broj momčadi | Mjesto          | Sus. | Pob. | Neo. | Por. | Po.p. | Pr.p. | Bod. |
| --------- | ------ | ----------------------------- | ------------ | --------------- | ---- | ---- | ---- | ---- | ----- | ----- | ---- |
| 1931./32. | I.     | Prvenstvo JNS-a               | 8            | četvrtzavršnica | 2    | 0    | 0    | 2    | 3     | 10    | 0    |
| 1942./43. | II.    | Skupina Tomislav – II. razred | 8            | 1.              | 14   | 11   | 0    | 3    | 41    | 21    | 22   |
| 1943./44. | I.     | I. razred Prvenstva Zagreba   | 8            | 8.              | 14   | 1    | 1    | 12   | 11    | 80    | 3    |
| 1945.     | I.     | I. razred Prvenstva Zagreba   | 10           | 10.             | 1    | 0    | 0    | 1    | 0     | 4     | 0    |